# Pyramid Electric Co.
Pyramid Electric Co. är Jason Molinas första album i eget namn. Skivan gavs ut 2004 på Secretly Canadian.

## Låtlista
Alla låtar är skrivna av Jason Molina.
1. Pyramid Electric Co. – 8:49
2. Red Comet Dust – 5:05
3. Division Street Girl – 5:42
4. Honey, Watch Your Ass – 7:25
5. Song of the Road – 4:35
6. Spectral Alphabet – 3:12
7. Long Desert Train – 6:39